# Tabanus hyugaensis
Tabanus hyugaensis är en tvåvingeart som beskrevs av Hayakawa 1977. Tabanus hyugaensis ingår i släktet Tabanus och familjen bromsar. Inga underarter finns listade i Catalogue of Life.